# Frederikssund Kommune
|  | For Frederikssund Kommune før kommunalreformen i 2007, se Frederikssund Kommune (1970-2006). |
Frederikssund Kommune er en nordsjællandsk kommune, der ligger på Horns herred under Region Hovedstaden efter Kommunalreformen i 2007.
Frederikssund Kommune er opstået ved sammenlægning i 2007 af:
- Frederikssund Kommune
- Slangerup Kommune (uden Uvelse)
- Skibby Kommune
- Jægerspris Kommune

Uvelse Valgdistrikt havde d. 15. januar 2004 med 56,9% stemt for at udtræde af Slangerup Kommune og søge optagelse i Hillerød Kommune, men Slangerup Kommune krævede et flertal på mindst 75%, og sagen blev derfor afvist af kommunalbestyrelsen. Forligspartierne krævede imidlertid en ny afstemning med almindelige flertalsregler; denne afstemning fandt sted den 26. april 2005, og den faldt igen ud til fordel for Hillerød med 54,6% af stemmerne.

## Byer
| Kommunens største byer |                   |                   |
| Nr                     | By                | Indbyggere (2025) |
| 1                      | Frederikssund     | 17.583            |
| 2                      | Slangerup         | 6.933             |
| 3                      | Jægerspris        | 4.156             |
| 4                      | Skibby            | 3.135             |
| 5                      | Græse Bakkeby     | 2.312             |
| 6                      | Gerlev            | 1.057             |
| 7                      | Kulhuse           | 872               |
| 8                      | Skuldelev         | 840               |
| 9                      | Store Rørbæk      | 573               |
| 10                     | Over Dråby Strand | 451               |
| 11                     | Vellerup Sommerby | 378               |
| 12                     | Dalby             | 300               |
| 13                     | Dalby Huse        | 295               |
| 14                     | Kyndby Huse       | 291               |
| 15                     | Jørlunde          | 288               |
| 16                     | Ferslev           | 282               |
| 17                     | Sønderby          | 268               |
| 18                     | Kyndby            | 258               |
| 19                     | Landerslev        | 255               |
| 20                     | Venslev           | 229               |

## Transport
Udover endestationen Frederikssund ligger Vinge Station, der åbnede 14. december 2020, i kommunen.

## Byråd
| 13 |  | 3 |  |  | 8 |

| 19 | 8 |

| 10 | 3 | 3 | 2 | 5 |

| 13 | 10 |

| 8 | 1 | 1 | 3 | 8 | 1 | 1 |

| 16 | 7 |

| 8 | 1 | 1 | 1 | 2 | 9 | 1 |

| 16 | 7 |

| 7 | 1 | 2 | 1 | 2 | 1 | 7 | 1 | 1 |

| 13 | 10 |

| 7 | 1 | 2 | 2 | 2 | 1 | 5 | 1 | 1 | 1 |

| 13 | 10 |

### Nuværende byråd
| Navn                             | Parti                                    |
| -------------------------------- | ---------------------------------------- |
| Tina Tving Stauning (Borgmester) | Socialdemokratiet - 7 mandater           |
| Jesper Wittenburg                | Socialdemokratiet - 7 mandater           |
| Susanne Bettina Jørgensen        | Socialdemokratiet - 7 mandater           |
| Kenneth Jensen                   | Socialdemokratiet - 7 mandater           |
| Anne-Lise Kuhre                  | Socialdemokratiet - 7 mandater           |
| Poul Erik Skov Christensen       | Socialdemokratiet - 7 mandater           |
| Lars Jepsen                      | Socialdemokratiet - 7 mandater           |
| John Schmidt Andersen            | Venstre - 7 mandater                     |
| Hans Andersen                    | Venstre - 7 mandater                     |
| Anne Sofie Uhrskov               | Venstre - 7 mandater                     |
| Michael Tøgersen                 | Venstre - 7 mandater                     |
| Jørgen Bech                      | Venstre - 7 mandater                     |
| Charlotte Drue Aagaard           | Venstre - 7 mandater                     |
| Morten Skovgaard                 | Venstre - 7 mandater                     |
| Niels Martin Viuff               | Det Konservative Folkeparti - 2 mandater |
| Therese Hejnfelt                 | Det Konservative Folkeparti - 2 mandater |
| Anna Poulsen                     | Socialistisk Folkeparti - 2 mandater     |
| Ole Frimann Hansen               | Socialistisk Folkeparti - 2 mandater     |
| Kirsten Weiland                  | Fjordlandslisten - 1 mandat              |
| Inge Messerschmidt               | Dansk Folkeparti - 1 mandat              |
| Maibritt Møller Nielsen          | Nye Borgerlige - 1 mandat                |
| Rasmus Petersen                  | Enhedslisten - 1 mandat                  |
| Søren Weimann                    | Radikale Venstre - 1 mandat              |

| Navn                    | Skiftet fra          | Skiftet til          | Dato              |
| ----------------------- | -------------------- | -------------------- | ----------------- |
| Michael Tøgersen        | Venstre              | Løsgænger            | 7. juli 2022      |
| Charlotte Drue Aagaard  | Venstre              | Løsgænger            | 7. juli 2022      |
| Charlotte Drue Aagaard  | Løsgænger            | Danmarksdemokraterne | 17. august 2022   |
| Michael Tøgersen        | Løsgænger            | Liberal Alliance     | 29. august 2022   |
| Charlotte Drue Aagaard  | Danmarksdemokraterne | Løsgænger            | 29. august 2022   |
| Charlotte Drue Aagaard  | Løsgænger            | SocialLiberale       | 5. juni 2023      |
| Charlotte Drue Aagaard  | SocialLiberale       | Liberal Alliance     | 4. juni 2024      |
| Maibritt Møller Nielsen | Nye Borgerlige       | Danmarksdemokraterne | 9. september 2024 |

| Udtrådt                    | Indtrådt       | Parti             | Dato              |
| -------------------------- | -------------- | ----------------- | ----------------- |
| Poul Erik Skov Christensen | Özgür Bardakci | Socialdemokratiet | 4. september 2024 |

### Byråd 2018-2022
| Navn                               | Parti                          |
| ---------------------------------- | ------------------------------ |
| John Schmidt Andersen (Borgmester) | Venstre - 7 mandater           |
| Hans Andersen                      | Venstre - 7 mandater           |
| Jørgen Bech                        | Venstre - 7 mandater           |
| Michael Tøgersen                   | Venstre - 7 mandater           |
| Anne Sofie Uhrskov                 | Venstre - 7 mandater           |
| Morten Skovgaard                   | Venstre - 7 mandater           |
| Kristian Moberg                    | Venstre - 7 mandater           |
| Tina Tving Stauning                | Socialdemokratiet - 8 mandater |
| Poul Erik Skov Christensen         | Socialdemokratiet - 8 mandater |
| Jesper Wittenburg                  | Socialdemokratiet - 8 mandater |
| Susanne Bettina Jørgensen          | Socialdemokratiet - 8 mandater |
| Lars Jespersen                     | Socialdemokratiet - 8 mandater |
| Kenneth Jensen                     | Socialdemokratiet - 8 mandater |
| Anne-Lise Kuhre                    | Socialdemokratiet - 8 mandater |
| Inge Messerschmidt                 | Dansk Folkeparti - 2 mandater  |
| Lars Thelander Bostrøm             | Dansk Folkeparti - 2 mandater  |
| Ole Søbæk                          | Konservative - 2 mandat        |
| Niels Martin Viuff                 | Konservative - 2 mandat        |
| Pelle Andersen-Harild              | Enhedslisten - 1 mandat        |
| Maria Katarina Nielsen             | Radikale Venstre - 1 mandat    |
| Ole Frimann Hansen                 | SF - 2 mandat                  |
|                                    | SF - 2 mandat                  |

## Borgmestre
| Navn                  | Parti             | Periode                            |
| --------------------- | ----------------- | ---------------------------------- |
| Ole Find Jensen       | Socialdemokratiet | 1. januar 2007 - 2013              |
| John Schmidt Andersen | Venstre           | 1. januar 2014 - 31. december 2021 |
| Tina Tving Stauning   | Socialdemokratiet | 1. januar 2022 -                   |

## Venskabsbyer
- Ramsgate
- West Somerset Council
- Sipoo
- Aurskog-Høland
- Kowary
- Catoira
- Kumla
- Mjölby

## Billeder
- Frederikssund Kirke
- Frederikssund Rådhus
- Kulturhuset Elværket
- Jægerspris Mølle

## Statistisk kilde
- statistikbanken.dk Danmarks Statistik
- Frederikssund kommune Arkiveret 28. august 2004 hos  Wayback Machine